# کوه ایواکی
کوه ایواکی (به ژاپنی: 岩木山 Iwaki-san) یک آتشفشان چینه‌ای است که در استان آئوموری در منطقه توهوکو در ژاپن قرار دارد.